# Serapeum de Saqqara
El Serapeum de Saqqara, o Serapeum de Menfis, es la necrópolis subterránea, situada al norte de Saqqara, cerca de Menfis, donde se enterraron los sagrados toros Apis. El nombre Serapeum fue dado por Estrabón, al asociar Apis a Serapis.
La veneración del toro Apis está atestiguada, según la Piedra de Palermo, desde la Dinastía I. Fue adorado en Menfis, mientras vivía, como la encarnación del ka de Ptah, dios creador, pero al morir se le asimilaba a Osiris, el dios de la resurrección. Se le llamó «El heraldo de Ptah». Los enterramientos rituales del toro Apis tuvieron su apogeo tardíamente. Al morir un toro Apis se iniciaba un largo y complejo ritual, el cual permitiría al toro renacer. Estos toros sagrados fueron enterrados en sarcófagos, elaborados con bloques pétreos monolíticos.
El Serapeum está excavado a doce metros de profundidad y consiste en tres pasajes; el principal tiene 68 m de largo, 3 m de ancho y 4,5 m de altura, con 24 cámaras laterales talladas en la roca, de 6 a 11 m de largo y de 3 a 6 m de anchura. En cada cámara se depositó un enorme cofre de basalto, granito negro, rosado, o piedra caliza, que pesaban entre sesenta y ochenta toneladas, la mayoría de unos 4 m de longitud por 2,3 m de ancho y 3,3 m de altura, con su respectiva tapa del mismo material. Algunos poseen inscripciones grabadas. 
El arqueólogo Auguste Mariette descubrió este legendario lugar en 1850. Los veinticuatro sarcófagos hallados habían sido saqueados. Tres de ellos, que permanecen en las Bóvedas Mayores llevan dedicatorias de Amasis II, Cambises II, y Jababash respectivamente; un cuarto, con cartuchos vacíos, posiblemente es de la época de Ptolomeo XII o de Cleopatra.
También encontró en este sitio la famosa estatua del «escriba sentado» que se considera una de las más bellas esculturas egipcias.
Posteriores excavaciones desvelaron una galería más antigua y después otra más. La primera de estas galerías estaba bloqueada por una enorme roca y fueron utilizados explosivos para abrirla. Debajo de la roca fue encontrada la momia de un hombre, la del príncipe Jaemuaset, un hijo de Ramsés II, que era gobernador de Menfis y también sumo sacerdote de Ptah, y había solicitado ser enterrado con los toros sagrados, en lugar de en una tumba propia.

## Estelas votivas del Serapeum

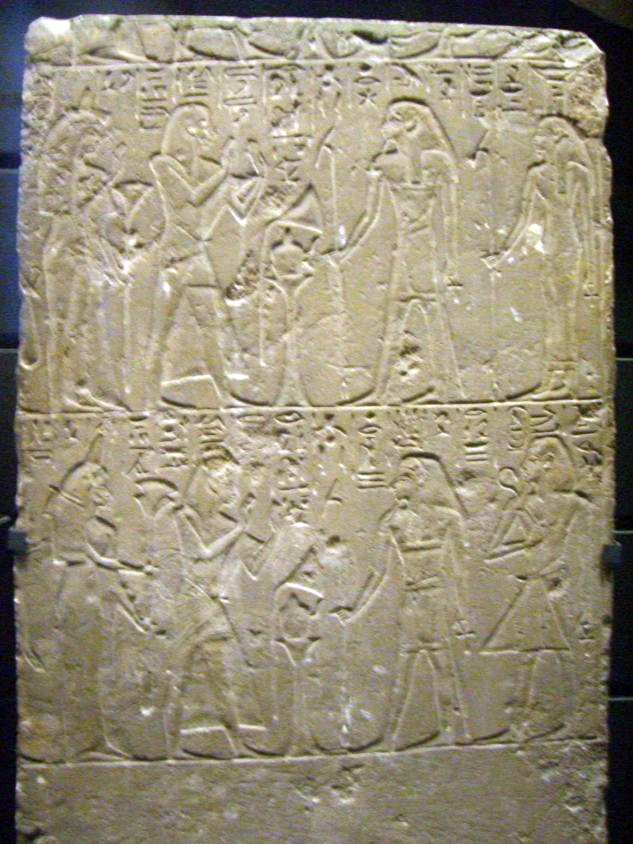
Estela de Tshutshu, médico, época de Ay.
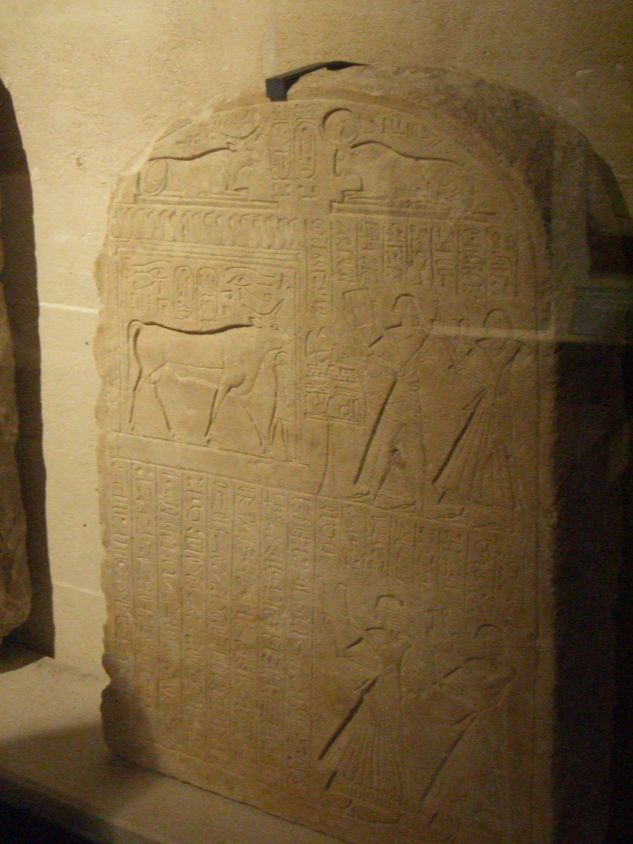
Estela de Apis enterrado en época de Ramsés II.

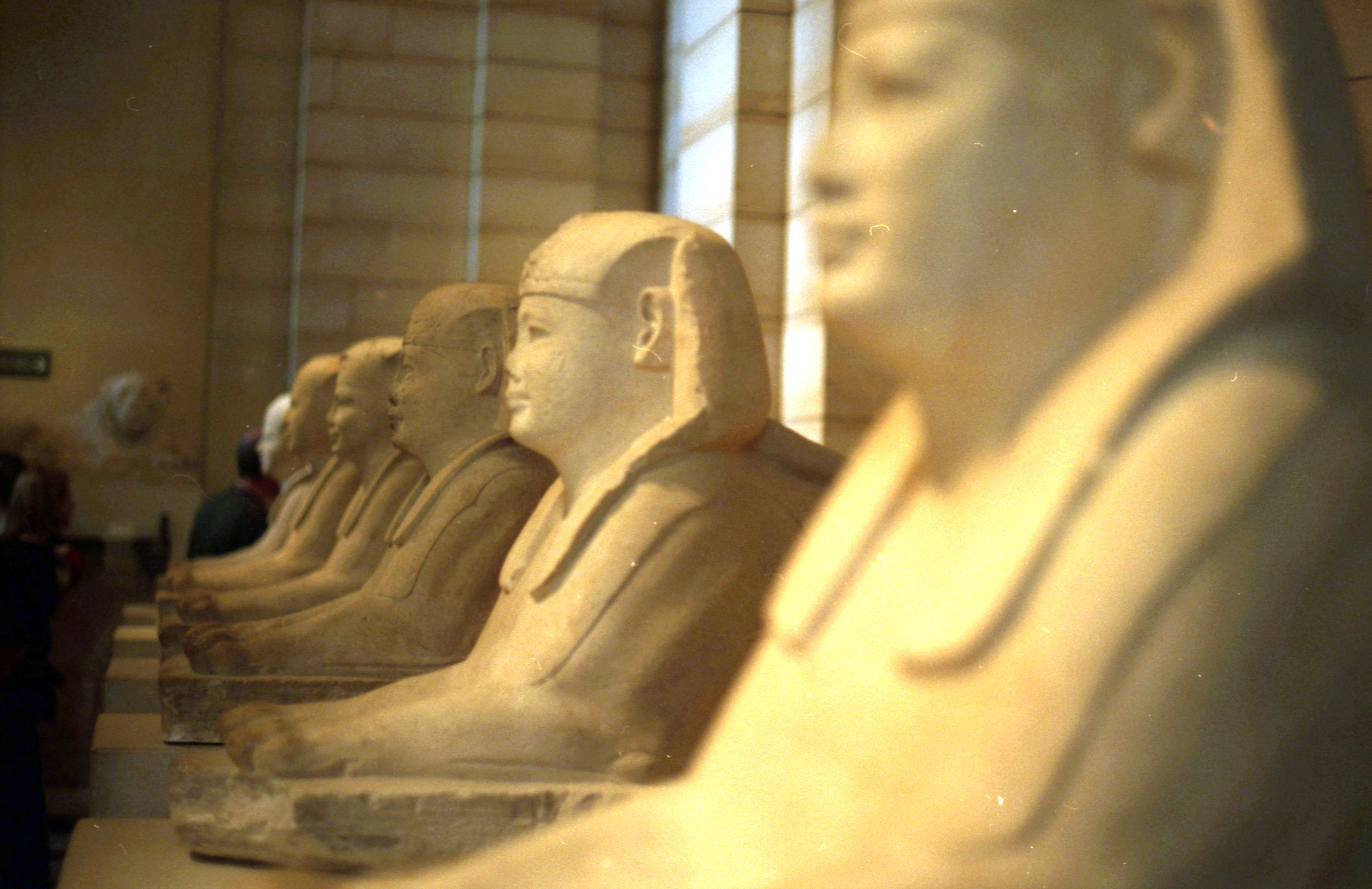
El Serapeum de Saqqara estaba precedido por una avenida procesional (dromos) flanqueada por esfinges. Actualmente se encuentran en el museo del Louvre.

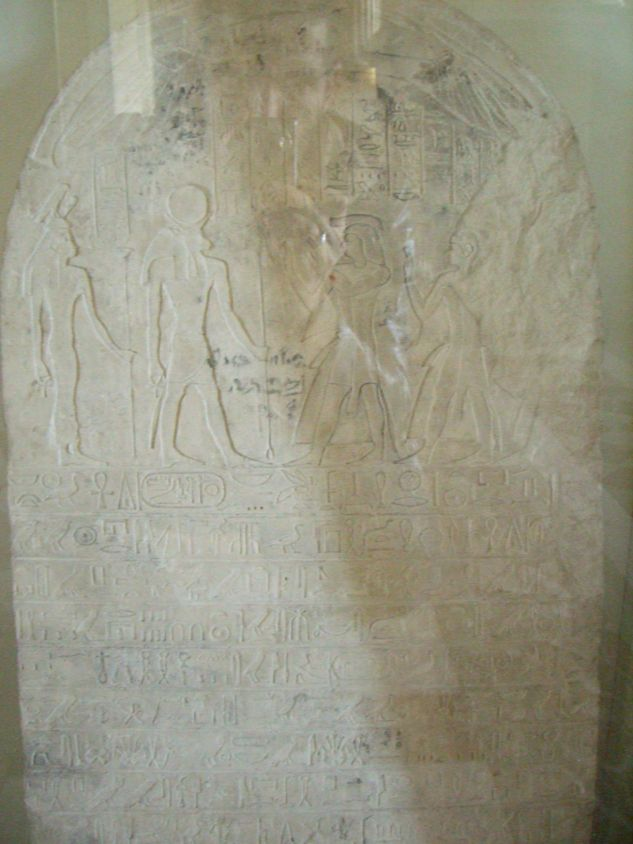
Estela de Apis enterrado en época de Pamiy.
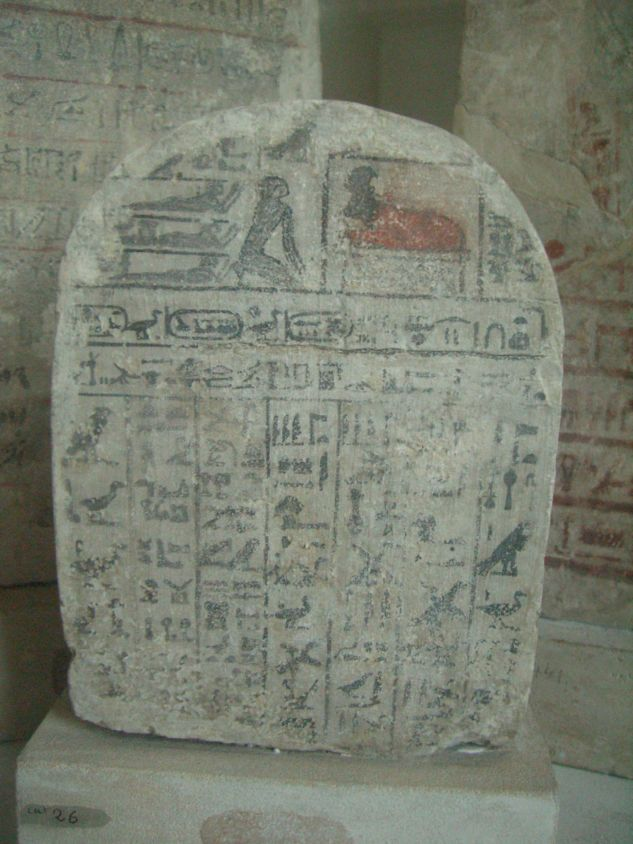
Estela de Apis enterrado en época de Sheshonq V.
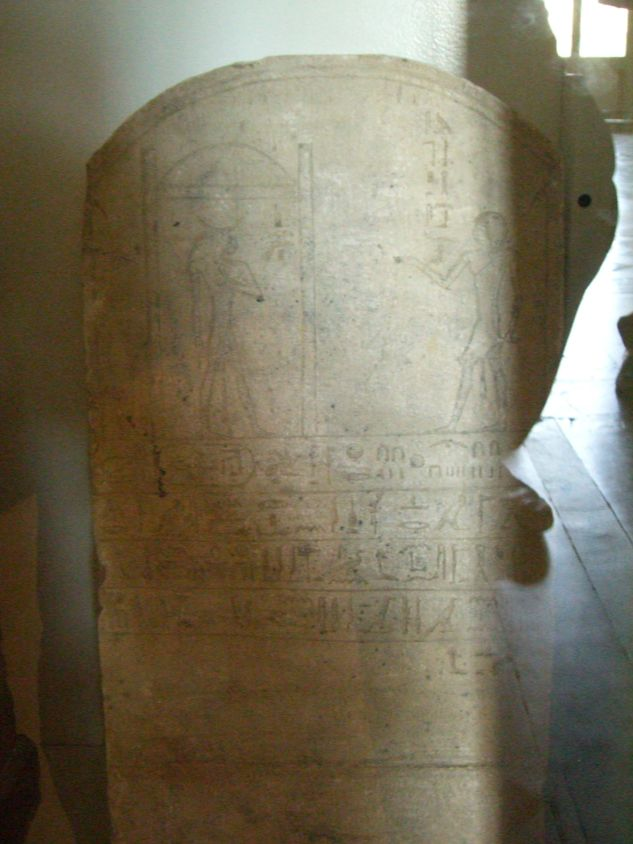
Estela de Apis enterrado en época de Taharqo.
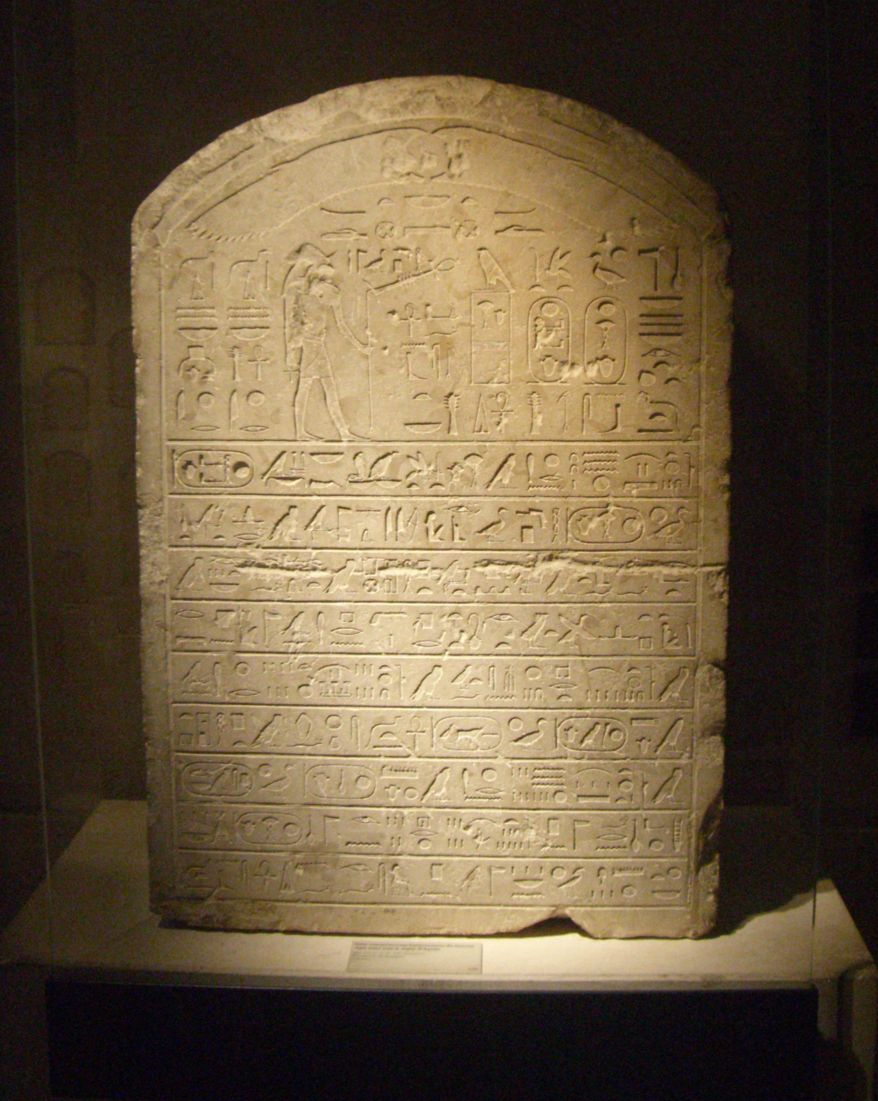
Estela de Apis enterrado en época de Apries.
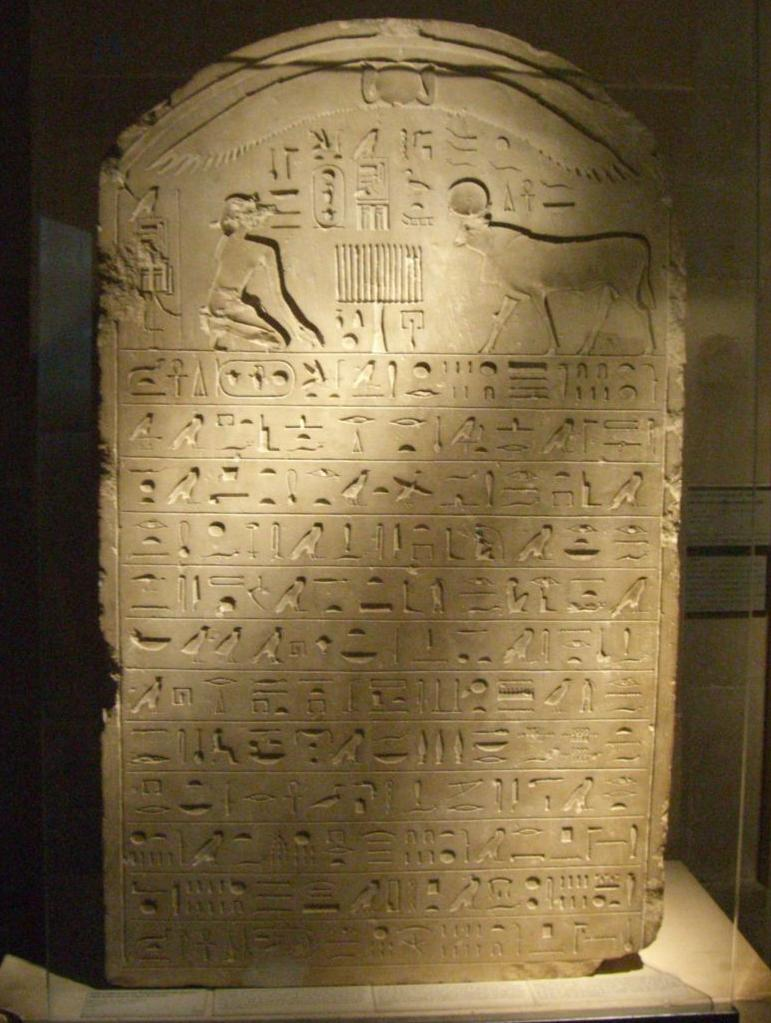
Estela de Apis enterrado en época de Amosis II.
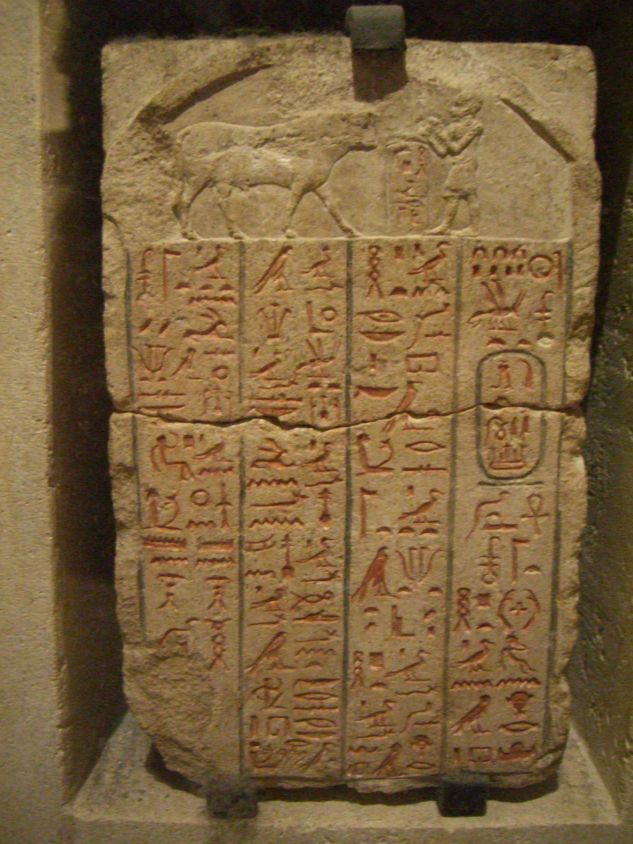
Estela de Apis enterrado en época de Darío I.

## Otros serapeum
- Serapeum de Alejandría
- Serapeum de Canopo

- Datos: Q287375
- Multimedia: Serapeum of Saqqara / Q287375

1. ↑  Mariette, 1890, p. 119.
2. ↑  Dodson, 2005, p. 88.
3. ↑  Gunn, 1926a.
4. ↑  Gunn, 1926b.